# Ricardo Souza Oliveira
Ricardo Souza Oliveira (* 12. Dezember 2000) ist ein brasilianischer Fußballspieler.

## Karriere
Ricardo begann seine Karriere beim CS Maruinense. Zur Saison 2021/22 wechselte er nach Österreich zum fünftklassigen FC Hittisau. Für Hittisau kam er in jener Spielzeit zu 25 Einsätzen in der Landesliga, in denen er 33 Tore erzielte. Mit dem Klub stieg er zu Saisonende in die Vorarlbergliga auf. In der vierthöchsten Spielklasse kam er dann bis zur Winterpause zu 18 Einsätzen, in denen er siebenmal traf.
Im Januar 2023 wechselte Ricardo zum Regionalligisten Schwarz-Weiß Bregenz. Für Bregenz absolvierte er bis Saisonende 13 Partien in der Regionalliga bzw. der Eliteliga, in denen er sechs Tore machte. Zu Saisonende stieg er mit Bregenz in die 2. Liga auf. Sein Debüt in der 2. Liga gab er dann im Juli 2023, als er am ersten Spieltag der Saison 2023/24 gegen den First Vienna FC in der 82. Minute für Murat Satin eingewechselt wurde. Für Bregenz kam er zu vier Zweitligaeinsätzen, ehe er das Team aufgrund von Visaproblemen im Oktober 2023 verlassen musste.
Im Februar 2024 wechselte er dann nach Bosnien und Herzegowina zum Drittligisten FK Sloga Trn.